# Апостольський протонотар

Герб Апостольського протонотаря

Апостольський протонотар (лат. protonotarius apostolicus) — титул в Римо-католицькій церкві. Апостольським протонотарем називається або член найвищої неєпископської колегії прелатів в Римські курії, або, поза Римом, почесний прелат, тобто той, кому Папа Римський присвоїв цей почесний титул з усіма спеціальними привілеями.

## Почесний титул
Існує дві групи апостольських протонотарів, Protonotarii Apostolici supra numerum, які цей титул почесно отримали. Він є найвищою відзнакою. Як правило надається священикам за особливі заслуги.

## Римська курія
Число власне діючих апостольських протонотарів обмежено сімома. Вони власне і є нотаріуси Папи Римського. Їхнє завдання — підготування та засвідчення всіх актів, догм і навіть смерті Пап. Вони згідно з правилами мають засвідчити закриття чи відкриття конклаву, ведення протоколів.
Вони належать до державного секретаріату і позначаються «Protonotarii Apostolici de numero».

## Почесні права, привілеї
Обидві групи апостольських протонотарів є членами папської сім'ї. Їм дозволяється носити спеціальний чорний одяг — Талар з фіолетовими ґудзиками та стрічками та фіолетовим беретом. Під час Богослужіння носять фіолетовий одяг.